# Горбач Григорій Федорович
Григорій Федорович Горбач (нар. 21 вересня 1898, село Ряшки Прилуцького повіту Полтавської губернії, тепер Прилуцького району Чернігівської області — розстріляний 7 березня 1939, Москва) — радянський діяч органів держбезпеки, начальник УНКВС по Омській і Новосибірській областях, начальник УНКВС по Західно-Сибірському і Хабаровському краях. Входив до складу особливої трійки НКВС СРСР. Депутат Верховної Ради СРСР 1-го скликання (1937—1938).

## Біографія
Народився в родині кравця. З 1908 по 1912 рік навчався в сільській школі села Ряшки Прилуцького повіту. У 1912—1915 роках працював у господарстві батька в селі Ряшках.
У січні 1915 — січні 1918 року — писар (письмовод) Прилуцької повітової земської управи Полтавської губернії.
Член РСДРП(б) з грудня 1916 року (у 1922 на рік виключався з партії за перевищення влади).
У січні — червні 1918 року — рядовий Прилуцького загону Червоної гвардії. У червні — серпні 1918 року — начальник штабу Прилуцького загону червоних партизан. У серпні 1918 року заарештований німецькою окупаційною владою. З серпня по грудень 1918 року сидів у в'язниці, звільнений радянським партизанським загоном. У грудні 1918 — січні 1919 року — товариш голови Прилуцького підпільного ревкому. У січні 1919 року командував партизанським загоном.
У січні — березні 1919 року — начальник штабу Прилуцького гарнізону. У березні — вересні 1919 року — член колегії Прилуцької повітової надзвичайної комісії (ЧК).
У жовтні 1919 — лютому 1920 року — військовий комісар 1-го стрілецького полку Окремої Червоної Уральської стрілецької дивізії. У лютому — листопаді 1920 року — помічник начальника активної частини особливого відділу 5-ї армії РСЧА. У листопаді 1920 — липні 1921 року — заступник начальника особливого відділу 9-ї армії РСЧА. У липні 1921 — квітні 1922 року — начальник особливого відділу 2-ї кавалерійської дивізії імені Блінова. У квітні 1922 — 1923 року — заступник начальника особливого відділу 5-ї армії РСЧА. До вересня 1923 року — начальник контрозвідувального відділення особливого відділу Північно-Кавказького військового округу.
У вересні 1923 — листопаді 1924 року — начальник особливого відділу (контррозвідувального відділу) Терського губернського відділу ДПУ. У листопаді 1924 — травні 1926 року — начальник контррозвідувального відділу Терського окружного відділу ДПУ. У травні 1926 — березні 1927 року — заступник начальника Терського окружного відділу ДПУ, начальник секретно-оперативної частини. У березні 1927 — грудні 1928 року — помічник начальника Терського окружного відділу ДПУ.
У грудні 1928 — жовтні 1930 року — помічник начальника Кубанського окружного відділу ДПУ. У жовтні 1930 — березні 1931 року — помічник начальника Кубанського оперативного сектора ДПУ.
У березні 1931 — травні 1933 року — начальник Шахтинсько-Донецького оперативного сектора ДПУ.
У травні 1933 — січні 1934 року — начальник Терського оперативного сектора ДПУ.
У січні — липні 1934 року — помічник повноважного представника ОДПУ по Північно-Кавказькому краю. У липні 1934 — серпні 1936 року — помічник начальника УНКВС по Північно-Кавказькому краю.
У серпні 1936 — квітні 1937 року — заступник начальника УНКВС по Північно-Кавказькому краю.
У квітні — липні 1937 року — заступник начальника УНКВС по Західно-Сибірському краю.
23 липня — 19 серпня 1937 року — начальник УНКВС по Омській області.
19 серпня — 1 жовтня 1937 року — начальник УНКВС по Західно-Сибірському краю.
1 жовтня 1937 — травень 1938 року — начальник УНКВС по Новосибірській області.
13 червня — 22 листопада 1938 року — начальник УНКВС по Далекосхідному (Хабаровському) краю. Одночасно у червні — листопаді 1938 року — начальник особливого відділу ГУДБ НКВС Особливої Червонопрапорної Далекосхідної армії.
Входив до складу особливих трійок, створених за наказом НКВС СРСР від 30 липня 1937 року, брав активну участь в сталінських репресіях.
Заарештований 22 листопада 1938 року. Засуджений Військовою колегією Верховного суду СРСР 7 березня 1939 року до страти. Розстріляний того ж дня. Не реабілітований.

## Звання
- майор державної безпеки (25.12.1935)
- старший майор державної безпеки (22.08.1937)

## Нагороди
- орден Леніна (11.07.1937)
- медаль «XX років Робітничо-Селянській Червоній Армії» (22.02.1938)
- знак «Почесний працівник ВЧК-ДПУ (V)» (1930)
- знак «Почесний працівник ВЧК-ДПУ (XV)» (1934)